# Pseudotheristus elegans
Pseudotheristus elegans är en rundmaskart som först beskrevs av Kries 1929.  Pseudotheristus elegans ingår i släktet Pseudotheristus och familjen Monhysteridae. Inga underarter finns listade i Catalogue of Life.